# Nave espacial Vosjod
La nave espacial Vosjod (en ruso: Восход, lit. 'ascenso o amanecer') fue un vehículo espacial construido por la Unión Soviética dentro del «programa de vuelos espaciales tripulados» (ver programa Vosjod). Fue desarrollada a partir de la nave espacial Vostok.
La nave consistía de un módulo de descenso esférico (diámetro de 2,3 metros), que albergaba a los cosmonautas y los instrumentos, y un módulo cónico de servicio (masa 2,27 toneladas, 2,25 m de largo, 2,43 m de diámetro), que contenía el combustible y el sistema del motor.

## Vostok 3 kV (1964)
También conocido como Voskhod. Adaptación de la nave espacial Vostok para tres cosmonautas. Esta versión voló dos veces, el 6 de octubre de 1964 no tripulado (como Kosmos 47) y el 12 de octubre de 1964 tripulado como Vosjod 1 (el cual fue el primer vuelo multiplaza, con 3 cosmonautas).

### Datos Básicos
- Tripulación: 3 (sin trajes espaciales)
- Autonomía: 14,0 días
- Longitud total: 5,0 m
- Diámetro máximo: 2,4 m
- Peso total: 5.682 kg
- Masa del Propulsor: 362 kg
- RCS total de impulso: no disponible
- Empuje del motor primario: 15,83 kN
- Propelentes del motor principal: Óxido nitroso/Amina
- Impulso total de la nave espacial delta-v: 215 m/s
- Energía: baterías; total de 24,0 kW

### Módulo de Entrada
- Tripulación: 3
- Diámetro: 2,3 m (esfera)
- Peso total: 2.900 kg
- Control de trayectoria: ninguno
- Atmósfera interior: oxígeno + nitrógeno a 1 atm
- Controles: como Vostok 3KA
- Indicador de navegación: Navegador "Globus" IMP .[2]
- Sistema de aterrizaje: Reentrada balística, con el lado de escudo buscando orientación correcta en virtud del centro de gravedad en la popa del centro de la esfera.
- Paracaídas: un solo paracaídas, con retropropulsor en suspensión para el aterrizaje suave. La tripulación se mantuvo dentro de la cápsula.

### Módulo de Servicio
- Longitud: 2,3 m
- Diámetro máximo: 2,4 m
- Peso total: 2.300 kg
- Masa del Propulsor: 275 kg
- Sistema de control de Reacción
  - Propulsores: no disponible
  - Propulsor: gas frío (nitrógeno)
  - Impulso específico: no disponible
  - Total de impulso: no disponible
- Retrocohetes
  - Empuje: 15.83 kN
  - Propulsor: Óxido nitroso/Amina
  - Impulso específico: 266 s
  - Delta-v: 155 m/s
- Energía: baterías; total de 24,0 kW; promedio 0,20 kW

### Módulo auxiliar Retrocohete
Longitud: 0,6 m
Diámetro máximo: 0,3 m
Masa total: 143 kg
Masa propelente: 87 kg
Empuje: 117.7 kN
Propelente: sólido
Impulso específico: 224 s
Delta v: 60 m/s

## 3KD Vosjod (1965)
Esta versión voló en dos ocasiones, el 22 de febrero de 1965 en un vuelo no tripulado (como el Cosmos 57) y el 18 de marzo de 1965 en un vuelo tripulado denominado misión espacial Vosjod 2.

### Módulo de Entrada
Módulo de reentrada: SA Vosjod. También conocido como: Apparat Spuskaemiy - Sharik (esfera).
- Tripulación: 2 personas
- Longitud: 2,3 m
- Diámetro: 2,3 m
- Masa: 2.900 kg
- Escudo térmico: 837 kg
- Equipo de recuperación: 151 kg
- Paracaídas se despliega a 2,5 km de altitud
- La tripulación aterriza dentro de la nave. Un cohete suaviza el aterrizaje.
- Aceleración balística de reentrada: 8 g (78 m / s ²)

### Módulo de Servicio
Equipo del Módulo: Vosjod PA. También conocido como: Priborniy otsek.
- Longitud: 2,25 m
- Diámetro: 2,43 m
- Masa: 2.300 kg
- Equipamiento en compartimento presurizado
- Combustible RCS: Gas frío (nitrógeno)
- Masa combustible RCS: 20 kg
- Motor principal (UNT): 397 kg
- Empuje del motor principal: 15,83 kN
- Combustible del motor principal: óxido nitroso / amina
- Masa de combustible del motor principal: 275 kg
- Isp del motor principal: 266 s (2,61 kN · s / kg)
- Período de combustión del motor principal: 1 minuto (tiempo típico de operación = 42 segundos)
- Velocidad delta del vehículo espacial: 155 m / s
- Sistema eléctrico: batería
- Sistema eléctrico: 0,20 kW promedio
- Sistema eléctrico: 24,0 kWh

### Módulo Auxiliar retrocohete
Módulo Auxiliar retrocohete: KDU Vosjod. También conocido como: unidad de motor
- Longitud: 0,60 m
- Diámetro: 0,25 m
- Masa: 143 kg
- Empuje del motor: 118 kN
- Combustible del motor: Sólido
- Masa de combustible: 87 kg
- Isp del motor: 224 s (2,20 kN · s / kg)
- Velocidad Delta del vehículo espacial: 60 m / s

## Datos generales
- Masa total: 5,682 kg
- Longitud total: 5,0 m
- Autonomía: suministros para 14 días en órbita
- Vehículo de lanzamiento: Voskhod 11A57
- Órbita típica: 163 km x 591 km, inclinación 64,8